# The Candy Snatchers
The Candy Snatchers és una pel·lícula estatunidenca dirigida per Guerdon Trueblood, estrenada el 1973. La cançó Money Is the Root of All Happiness (Els diners són la base de la felicitat) va ser composta per Steve Singer i Dennis Jay Stewart. Vince Martorano, que interpreta el paper d'Eddy, era el millor amic del cineasta quan estudiaven tots dos a la Universitat George Washington. El petit noi mut, és interpretat pel fill del director.

## Argument
Candy Philips de 16 anys (Susan Sennet, dona del cantant Graham Nash de Crosby, Stills and Nash) és brutalment segrestada i enterrada viva als turons de Califòrnia del Sud per un trio de criminals afeccionats que esperaven un rescat. Quan el padrastre de Candy (Ben Piazza) no es presenta a la cita, veient una oportunitat de desfer-se de la petita hereva i silencia el cas, el ros del trio - Jessie (Model de Playboy i 70 estrella de films de la sèrie B dels 70, Tiffany Bolling), el seu germà sàdic Alan (Brad David) i el veterinari inadaptat de l'exèrcit inadaptat Eddy (Vincent Martorano)—comencen a estar ansiosos. La paranoia comença; els segrestadors temen que el seu meticulós pla s'està esfondrant i comencen una descendent espiral a la depravació, mutilació i assassinat, amb Candy indefensa atrapada al mig.

## Repartiment
- Tiffany Bolling: Jessie
- Ben Piazza: Avery
- Susan Sennett: Candy
- Brad David: Alan
- Vince Martorano: Eddy
- Bonnie Boland: Audrey
- Jerry Butts: Dudley
- Leon Charles: Boss
- Dolores Dorn: Katherine
- Phyllis Major: Lisa
- Bill Woodard: Charlie
- Christopher Trueblood: Sean Newton

## Al voltant de la pel·lícula
- La cançó Money Is the Root of All Happiness (Els diners són la base de la felicitat) va ser composta per Steve Singer i Dennis Jay Stewart.
- Vince Martorano, que interpreta aquí el paper d'Eddy, era el millor amic del cineasta quan estudiaven tots dos a la Universitat George Washington. El petit noi mut, és interpretat pel fill del director.